# Kamendaka aculeata
Kamendaka aculeata är en insektsart som beskrevs av Yang och Wu 1993. Kamendaka aculeata ingår i släktet Kamendaka och familjen Derbidae. Inga underarter finns listade i Catalogue of Life.